# Astragalus innominatus
Astragalus innominatus är en ärtväxtart som beskrevs av Antonina Georgievna Borissova. Astragalus innominatus ingår i släktet vedlar, och familjen ärtväxter. Inga underarter finns listade i Catalogue of Life.